# 天井桟敷の人々
『天井桟敷の人々』（てんじょうさじきのひとびと、フランス語: Les enfants du Paradis「天国（＝天井桟敷）の子供たち」）は、1945年に製作・公開されたフランス映画。フランス映画史上に残る名作と言われ、詩的リアリズムとして知られるフランスの映画運動の1つと見なされている。

## 概要
第二次世界大戦中、ヴィシー政権下にあったフランスで製作され、監督はマルセル・カルネが務めた。製作期間に3年3か月を費やし、製作費は2,500万フラン/1,250,000ドル（16億円）にのぼる、当時としては破格の規模で作られた大作映画となった。
作品は第一幕『犯罪大通り』（Le Boulevard du Crime）と第二幕『白い男』（L'Homme Blanc）の2幕構成になっている。
「愛し合う者同士にはパリも狭い」といった名台詞を生み出したジャック・プレヴェールの脚本でも知られる。
各国の映画評論家から高い評価を受ける作品でもあり、数々の賞を受賞した。

## 製作
撮影は1942年から43年にかけてパリとニースで行われた。フィルムの在庫不足、電力不足、輸送や通信の制限、空襲警報による絶え間ない中断を余儀なくされた。映画の宴会シーンの多くは、撮影が完了する前に飢えたエキストラが食べ物を食べ続けたため、カットせざるを得なくなった。美術監督のアレクサンドル・トローネルと作曲家のジョゼフ・コズマはユダヤ人であり、ゲシュタポに追われていたため、秘密裏に仕事をしなければならなかった。

## ストーリー
舞台は1820年代のパリ。犯罪大通りのにぎわいから、物語は始まる。美女ガランスと彼女を取り巻くバチスト、フレデリック、伯爵との関係に焦点を当てながら進んでいく。第一幕 約100分、第二幕 約90分。
第一幕『犯罪大通り』
女たらしで無名の俳優・フレデリックはパリの街角でガランスに一目惚れ。饒舌に愛を語るが、ガランスは軽くあしらうだけだった。
そんな美女・ガランスと、インテリだが悪漢のピエール・ラスネールはパリの犯罪大通りにて、フュナンビュール座の無言劇（パントマイム）の客寄せ余興を楽しんでいた。そこでピエールは、隣り合わせた紳士から懐中時計を巧みに盗んで消える。残されて濡れ衣を着せられたガランスであったが、盗難の一部始終を見ていた壇上の芸人・バチストがコミカルにパントマイムでそれを再現し、彼女の嫌疑を晴らす。
このことがきっかけで、役者の父親から罵倒され続ける人生だったバチストは、自らの言う「夢」から覚め、ガランスに恋焦がれるようになる。
劇場主の娘で女優のナタリーは長年バチストを愛し続けていたが、彼の変化とガランスへの想いを知り、ショックを受ける。しかし「最後はきっと私の元へ来てくれる」と自分に言い聞かせる。
一方で、フレデリックは公演中のトラブルの中で代役を申し出たことがきっかけで、フュナンビュール座に出演するようになる。彼とバチストは意気投合し、バチストは行くあてのないフレデリックに、彼の下宿の空き部屋を紹介する。フレデリックは下宿の女主人にも手を出す。
その夜、偶然にもガランスと再会するバチスト。バチストは行くあてのないガランスに、彼の下宿の空き部屋を紹介する。お互い惹かれあうものの、内気で生真面目なバチストは一線を越えられず、ガランスの部屋を後にしてしまう。
しかしフレデリックはガランスが同じ下宿にいることに気づいて目ざとく彼女に言い寄り、2人は一夜を共にする。
父の抑圧から自らを解き放ったバチストは無言劇で評判になり、フレデリックとガランスも同じ舞台で共演する。すると、公演を見物していたモントレー伯爵はガランスの虜になり、財力で彼女を口説く。しかし、申し出を断るガランス。
バチストはフレデリックとガランスの関係に傷つき、また伯爵からガランスへ贈られたあまりにも豪勢な花束を見て、彼の苦悩をガランスにぶつける。彼女はバチストを愛しつつも、自らの不幸な生い立ちと決して清廉ではない過去の中で、純粋なバチストの愛に飛び込むことができない。そしてバチストに振り向いてもらえないナタリーもまた苦しみ、ガランスに対抗心を持つ。
その後ピエールはまた強盗傷害事件を起こし、ガランスは刑事の取り調べを受け、殺人未遂の共犯者として逮捕されそうになる。やむなく、ガランスは伯爵に助けを請うことになる。
第二幕『白い男』
物語は数年後に飛ぶ。ガランスはフレデリックと別れて伯爵夫人として暮らし、一方バチストは劇場の看板役者となり、ナタリーと結婚して男の子を授かっている。
フレデリックはフュナンビュール座を辞め、別の劇団に移って当代随一の花形役者になったものの、相変わらず女遊びにうつつを抜かし借金取りには追われ、さらには「こんな芝居は退屈だ」と言って劇中にアドリブで脚本家達を侮辱して決闘沙汰になるなど、問題を起こしている。
偶然にもフレデリックはバチストの芝居を観に行った劇場で、ガランスと再会する。ガランスは伯爵と共に長い旅に出かけていたが、ひとときもバチストの愛を忘れることができず、パリに戻ってから密かに彼の舞台に通っていたのだ。フレデリックは嫉妬を覚えつつも、その場で2人を再会させようと取り計らうが、それを知ったナタリーは息子を通じてガランスにお引き取りを願い、子供のいじらしさに心打たれたガランスも引き下がる。
ガランスに横恋慕を続け、また名士や富裕層に恨みを抱くピエールは、フレデリックと伯爵に接近し、ゆすりや脅迫を始める。
ガランスの帰還を知って取り乱し、公演も休んで思い出の下宿に篭り、失意に暮れるバチストだったが、友人フレデリックの芝居『オセロ』を見に行った折に、ようやくガランスと再会する。2人は劇場のバルコニーへ走り、お互いの変わらぬ愛を確かめ合って熱い口づけを交わす。
しかし、劇場には伯爵とピエールもいた。ガランスを手には入れたものの、彼女に愛してもらえない伯爵はガランスの思い人をフレデリックと勘違いし、決闘を申し込む。そこにピエールが割って入り、カーテンの向こうのガランスとバチストの逢瀬を両者に見せる。激怒する伯爵にピエールは不敵な笑みを浮かべてその場を去る。
ガランスとバチストは思い出の部屋へ行き、月灯りの中でついに2人は結ばれる。
翌朝、謝肉祭の喧騒の中、ピエールはハンマームにて伯爵を刺し殺す。しかしピエールは逃げも隠れもせず、現場で静かに警察の到着を待つ。
愛し合っていても、この先バチストと一緒にはなれないことを悟っているガランスは、それをバチストに告げる。そこにナタリーが現れ、口論となる。2人の女性はそれぞれバチストへの深い想いと苦しみを語り、ナタリーは「ずっと彼女ばかりを想っていたのか」とバチストを問い詰めるが、バチストは答えることができない。ガランスは部屋を去り、伯爵が殺されたことも知らずに決闘を止めるために馬車に乗る。バチストはナタリーを残して部屋を飛び出し、玄関にいる息子にも目もくれずガランスを追いかけるが、まるで自分の舞台衣装のような白装束の雑踏に阻まれ、彼女に追いつくことはかなわなかったのだった。

## 登場人物
ジャン・バチスト / ガスパール・ドビュロー
演 - ジャン＝ルイ・バロー
主人公。パントマイム芸人でガランスに思いを寄せる。
ガランス
演 - アルレッティ
落ち目の女芸人。バチストに誘われ、無言劇団「フュナンビュール座」へ。
フレデリック・ルメートル
演 - ピエール・ブラッスール
女たらしの俳優。無言劇団「フュナンビュール座」に入団する。後に無言劇に耐えられなくなり他の劇団に移籍する。
ピエール・フランソワ・ラスネール
演 - マルセル・エラン
表では代筆業を営み、裏では強盗・殺人を繰り返す男。
ナタリー
演 - マリア・カザレス
無言劇団「フュナンビュール座」の女優、座長の娘。バチストを愛している。ガランスに嫉妬の感情を抱く。
モントレー伯爵
演 - ルイ・サルー
無言劇団「フュナンビュール座」の公演でガランスに心奪われる。富豪で、社会的地位も高く、当時の社会状況からして警察を動かすことも出来る。
古着商ジェリコ
演 - ピエール・ルノワール
主要登場人物たちを繋ぐ狂言回しの役回りを果たす狡猾な人物。
盲人“絹糸”
演 - ガストン・モド
古物などの目利き。普段は盲人を装っているが、本当は失明していない。
アンセルム・ドビュロー
演 - エチエンヌ-マルセル・ドゥクルー
無言劇団「フュナンビュール座」の呼び込み人で俳優。バチストの父親。
フュナンビュール座座長
演 - マルセル・ペレ
無言劇団「フュナンビュール座」の座長。ナタリーの父親。
フュナンビュール座舞台監督
演 - ピエール・パロー
エルミーヌ夫人
演 - ジャンヌ・マルカン
バチストとルメートルの住む下宿屋の女主人。
アヴリル
演 - ファビアン・ロリス
ラスネールの子分。
スカルピア・バリーニ
演 - アルベール・レミー
バチストの息子シャルル・ドゥビュロー？
演 - ジャン＝ピエール・ベルモン
バチストとナタリーの間の子。

## 評価

### 受賞歴
- 1946年 - ヴェネツィア国際映画祭特別賞
- 1952年 - キネマ旬報ベストテン第3位
- 1979年 - セザール賞特別名誉賞
- 1979年 - フランス映画芸術技術アカデミー（フランス語版）により、フランストーキー映画史上ベストワンに選出[3]

### ランキング
- 「映画史上最高の作品ベストテン」（英国映画協会『Sight&Sound』誌発表）
  - 2002年 - 「映画批評家が選ぶベストテン」第27位
  - 2002年 - 「映画監督が選ぶベストテン」第31位
  - 2012年 - 「映画批評家が選ぶベストテン」第73位
- 2008年 - 「史上最高の映画100本」（仏『カイエ・デュ・シネマ』誌発表）第9位
- 2010年 - 「エッセンシャル100」（トロント国際映画祭発表）第60位

以下は日本でのランキング
- 1980年 - 「外国映画史上ベストテン（キネマ旬報戦後復刊800号記念）」（キネ旬発表）第1位
- 1988年 - 「大アンケートによる洋画ベスト150」（文藝春秋発表）第1位
- 1989年 - 「外国映画史上ベストテン（キネ旬戦後復刊1000号記念）」（キネ旬発表）第3位
- 1995年 - 「オールタイムベストテン・世界映画編」（キネ旬発表）第5位
- 1999年 - 「映画人が選ぶオールタイムベスト100・日本映画編（キネ旬創刊80周年記念）」（キネ旬発表）第11位
- 2009年 - 「映画人が選ぶオールタイムベスト100・日本映画編（キネ旬創刊90周年記念）」（キネ旬発表）第10位

## エピソード
- パントマイム役者・バチスト、シェークスピア俳優・フレデリック、無頼詩人・ラスネールは実在の人物をモデルにしているという。
- ジェリコ役で予定されていた名脇役俳優のロベール・ル・ヴィガン（フランス語版）（1900年 - 1972年）は一場面のみ撮影した後失踪したことから、ピエール・ルノワールと交替した。尚、ヴィガンはナチスの協力者として戦後逮捕され服役した。事実上、フランスの映画界からも姿を消した。
- 2008年パリ国立オペラバレエ団によってバレエ化され上演された。
- 日本初公開時の字幕は秘田余四郎が担当[4]。1982年のリバイバルでは山田宏一が担当し[5]、この際のプリント冒頭部分に『この作品の楽しさを教えてくれた秘田余四郎氏に捧ぐ』と山田自身の献辞がプリントされていた。4K修復版では橋本克己が担当した。
- テレビ放映用に日本語吹き替え版が制作されたことがあり、1971年1月1日の日本テレビ『世界の名画招待席』枠などで放映されている。

## タイトルについて
邦題にある「天井桟敷」とは、劇場で最後方・最上階の天井に近い場所にある観客席のこと。観にくいので、通常は安い料金に設定される。フュナンビュール座でこの席は「天国」と呼ばれ、ここに詰めかけて無邪気に声援や野次を飛ばす最下層の民衆は、子どものように賑やかだったので「天国のこどもたち」と呼びならわされていた（日本初公開時の題名候補に『天井桟敷の子供たち』もあった）。
かつて寺山修司が主宰していた劇団「演劇実験室 天井桟敷」（活動期間 1967年 - 1983年）は、少年時代に青森の映画館でこの映画を見て感動した寺山が、劇中の天井桟敷で芝居を鑑賞する人々の姿から着想を得た、と彼自身のエッセイや元劇団員らが談話などで語っている。
第一幕『犯罪大通り』
かつてパリに存在した地域の通称。殺人や拷問が頻繁におこなわれるゴシック・ロマン風の芝居つまりメロ・ドラマを上演する劇場が立ち並んでいたことからきている。現在はパリ改造で消滅している。
第二幕『白い男』
文字通り、バチストの舞台衣装を指している。

## 出版
- ジャック・プレヴェール『天井桟敷の人々』山田宏一訳、新書館、1981年
- 山田宏一編著『天井桟敷の人々』 ワイズ出版、2000年。解説・シナリオ、マルセル・カルネインタビュー